# Élections législatives bangladaises de 2018
Les élections législatives bangladaises de 2018 se déroulent le 30 décembre 2018 au Bangladesh.
Le scrutin est largement remporté par la Ligue Awami au pouvoir.

## Contexte
Les élections se déroulent dans un climat de répression. L’ancienne première ministre Khaleda Zia, à la tête du principal parti d'opposition, le Parti nationaliste du Bangladesh (Bangladesh Jatiyatabadi Dal, BNP), est ainsi condamnée à cinq puis dix ans de prison, tandis que de nombreux opposants politiques sont emprisonnés ou poursuivis en justice par le gouvernement dirigé par la Ligue Awami, pour certains même après leurs décès. Contrairement aux élections précédente, le BNP décide de ne pas boycotter le scrutin. Sous la direction de son nouveau dirigeant Kamal Hossain, il forme le 13 octobre une coalition avec plusieurs partis sous le nom de Front d'unité nationale.
Le 20 décembre 2018, Facebook suspend neuf pages apparemment bangladaises qui se faisaient passer pour des journaux et des publications sur des thèmes politiques.
Au moins dix-sept personnes sont tuées lors de conflits entre partisans du gouvernement et de l'opposition.

## Mode de scrutin

Carte des circonscriptions du Bangladesh en 2018.

Le parlement du Bangladesh, dit Jatiya Sangsad, est composé de 350 sièges dont 300 pourvus directement au scrutin majoritaire uninominal à un tour dans autant de circonscriptions. Les 50 sièges restants, réservés aux femmes, sont répartis entre les différents partis  proportionnellement à leurs part des voix, et les candidates validées par un vote du Parlement.

## Résultats
| Parti                     | Parti                                   | Votes       | %     | Sièges | Sièges   | Sièges | +/–           |  |
| Parti                     | Parti                                   | Votes       | %     | Direct | Indirect | Total  | +/–           |  |
| ------------------------- | --------------------------------------- | ----------- | ----- | ------ | -------- | ------ | ------------- |  |
|                           | Ligue Awami                             | 63 523 066  | 74,63 | 257    | 43       | 300    | 23            |  |
|                           | Parti nationaliste du Bangladesh        | 11 113 253  | 13,06 | 5      | 1        | 6      | 5             |  |
|                           | Parti jatiya (Ershad)                   | 4 443 351   | 5,22  | 22     | 4        | 26     | 12            |  |
|                           | Islami Andolan Bangladesh               | 1 255 373   | 1,47  | 0      | 0        | 0      | en stagnation |  |
|                           | Parti des travailleurs du Bangladesh    | 646 064     | 0,76  | 3      | 1        | 4      | 3             |  |
|                           | Jatiya Samajtantrik Dal (JSD)           | 610 044     | 0,72  | 2      | 0        | 2      | 3             |  |
|                           | Bikalpa Dhara Bangladesh (BDB)          | 565 940     | 0,66  | 2      | 0        | 2      | 2             |  |
|                           | Mouvement démocratique nationaliste     | 496 427     | 0,58  | 0      | 0        | 0      | en stagnation |  |
|                           | Federation Bangladesh Tarikat           | 429 955     | 0,51  | 1      | 0        | 1      | 1             |  |
|                           | Parti national socialiste du Bangladesh | 282 313     | 0,33  | 1      | 0        | 1      | 1             |  |
|                           | Congrès du Bangladesh                   | 184 823     | 0,22  | 0      | 0        | 0      | en stagnation |  |
|                           | Parti Jatiya (Manju)                    | 182 611     | 0,21  | 1      | 0        | 1      | 1             |  |
|                           | Parti Zaker                             | 109 440     | 0,13  | 0      | 0        | 0      | en stagnation |  |
|                           | Forum du peuple                         | 103 535     | 0,12  | 2      | 0        | 2      | 2             |  |
|                           | Autres partis                           | 351 334     | 0,41  | 0      | 0        | 0      | -             |  |
|                           | Indépendants                            | 816 902     | 0,96  | 3      | 1        | 4      | 12            |  |
|                           |                                         |             |       |        |          |        |               |  |
| Votes valides             | Votes valides                           | 85 114 431  |       |        |          |        |               |  |
| Votes blancs et invalides |                                         |             |       |        |          |        |               |  |
| Total                     | Total                                   |             | 100   | 300    | 50       | 350    | en stagnation |  |
| Abstention                |                                         |             |       |        |          |        |               |  |
| Inscrits / participation  | Inscrits / participation                | 104 142 381 |       |        |          |        |               |  |

## Analyse
La ligue Awami et ses alliés de coalition accroissent nettement la large majorité des sièges qu'ils possédaient déjà, remportant cette fois 288 sièges sur 300. L'opposition considère ces résultats comme illégitimes, pointant de nombreux cas de fraude.